# Bernard Butler
Bernard Joseph Butler (Stamford Hill (Londen), 1 mei 1970) is een Brits gitarist, zanger en muziekproducer.
Hij verwierf zijn roem als gitarist van de band Suede in de jaren 1992-'94. Butler stapte in 1994 uit de band omdat hij zich niet meer kon vinden in de rol van 'gitaarheld' in de neo-glamrockgroep. Hij vormde vervolgens in 1994 samen met de Britse zanger David McAlmont het duo McAlmont and Butler.
Butler leerde zingen en ging uiteindelijk solo. Hij bracht in 1998 en 1999 een soloplaat uit.
In de jaren daarna profileerde Butler zich vooral als producer. Eerst in 2004 voor het album Here come the tears van The Tears (waar Brett Anderson, ex-zanger van Suede in zat, Butler speelt ook mee met The Tears), en later ook voor onder andere artiesten als The Libertines, The Cribs, Aimee Mann, Black Kids, Tricky, Sharleen Spiteri en de 1990s.
Butler produceerde ook het debuutalbum 'Rockferry van de Welshe zangeres Duffy. Butler wordt ook gezien als haar ontdekker. Mede dankzij het succes van Duffy en haar debuutalbum kreeg Butler in 2009 een Brit Award in de categorie voor beste producer, en Music Producers' Guild award voor producer van het jaar.

## Discografie

### Met Suede
- 1993 - Suede - Suede (Mercury Music Prize winnaar)
  - singles: "The Drowners", "Metal Mickey", "Animal Nitrate", "So Young"
- 1994 - Suede - Dog Man Star
  - singles: "We are the Pigs", "The Wild Ones", "New Generation"
- 1997 - Suede - Sci-Fi Lullabies (compilatie-cd)

### McAlmont and Butler
- 1995 - McAlmont and Butler - The Sound of McAlmont and Butler
  - singles: "Yes", "You Do"
- 2002 - McAlmont and Butler - Bring it Back
  - singles: "Falling", "Bring it Back"
- 2006 - McAlmont and Butler
  - single: "Speed"

### Solo
- 1998 - Bernard Butler - People Move On
  - singles: "Stay", "Not Alone", "A Change of Heart"
- 1999 - Bernard Butler - Friends and Lovers
  - singles: "Friends and Lovers", "You Must Go On"

### Met The Tears
- 2005 - The Tears - Here Come The Tears
  - singles: "Refugees", "Lovers"

### Als producer
- Aimee Mann - I'm With Stupid (1995)
- Neneh Cherry - [Man (1996)
- Booth and the Bad Angel - Both And The Bad Angel (1996)
- Bernard Butler & Edwyn Collins - Message For Jojo (1996)
- Bert Jansch - Crimson Moon (2000) en Edge of a Dream (2002)
- Heather Nova - South (2001)
- The Libertines - Up The Bracket (2002), Don't Look Back Into The Sun (2003)
- Mark Owen - Four Minute Warning (2003) en schreef mee met de B-kant van "Jay Walker"
- Sophie Ellis-Bextor - Shoot from the Hip (2003)
- The Veils - The Runaway Found (2003)
- The Cribs - "You're Gonna Lose Us" (2005)
- 1990s - Cookies (2007), Kicks (2009)
- Sharleen Spiteri - Melody (2008)
- Sons And Daughters - This Gift (2008)
- Cajun Dance Party - The Colourful Life (2008)
- Duffy - Rockferry (2008), "Live And Let Die" (2009)
- Black Kids - Partie Traumatic (2008)
- Tricky - Knowle West Boy (2008)
- Duke Special - I Never Thought This Day Would Come (2008)
- Cut Off Your Hands - You And I (2008)
- Findlay Brown - Love Will Find You (2009)